# Sečovce (vodní nádrž)
Sečovce je vodní dílo na potoku Trnávka rozprostírající se na hranici katastrálních území města Sečovce a obcí Trnávka a Zbehňov.

## Geografie
Vodní nádrž Sečovce se nachází mezi Sečovce a Trnávka, v lokalitě Velké Chrasti.  Velikost vodní plochy činí 8 ha a rozkládá se v nadmořské výšce 160 – 170 m n. m.  Hráz se nachází v západní části. Z jihovýchodu se do nádrže vlévá potok Milač.

## Historie
Vodní dílo bylo postaveno v roce 1971 pro zábranu jarních přívalových vod. 

## Funkce
Primární funkcí díla je předcházení záplavám při náhlém vzestupu hladiny potoka Trnávka. Nádrž je využívána i pro chov ryb, který spravuje Místní organizace Slovenského rybářského svazu   jako revír č. 4-3760-1-1 s charakterem kaprových vod. 
Retenční funkce vodní nádrže se projevuje zploštěním povodňové vlny a zabezpečením průměrného ročního průtoku 160 l / s pro řízení odtoku z ČOV. 

## Přístup
Kolem vodní nádrže vedou nezpevněné cesty, kterými se lze dostat na ulici Slovenského národního povstání v Sečovci (směrem na východ), na evropskou silnici E50 (panelová cesta směřující na sever) a do obce Trnávka.